# Stockholm Bloodbath
Stockholm Bloodbath er en engelsksproget svensk dramafilm fra 2023 instrueret af Mikael Håfström. Filmen er baseret på den virkelige historie om det Stockholmske blodbad i 1520. Medvirkende tæller blandt andre Claes Bang, Emily Beecham og Sophie Cookson.
Filmen havde premiere på Lucia Movie Night den 12. december 2023 og blev udgivet i Danmark den 18. januar 2024.

## Handling
Året er 1520. Den berygtede og magtsyge danske Kong Christian 2. (Claes Bang) skyr ingen midler for at overtage den svenske krone fra Sten Sture (Adam Pålsson). Samtidig - et stykke uden for Stockholm - sværger søstrene Freja (Alba August) og Anne (Sophie Cookson) at tage nådesløs hævn over de mænd, der brutalt har myrdet deres familie. Det leder dem til den svenske hovedstad, hvor søstrene bliver trukket ind i intrigerne omkring den massehenrettelse, som den gale danske konge har beordret – også kendt som Det Stockholmske Blodbad. Action, attitude og sort humor kombineres i en næsten sand historie om, hvorfor Christian 2. blev kendt i Sverige som ”Kristian Tyran”!

## Medvirkende (i udvalg)
- Sophie Cookson som Anne Eriksson
- Alba August som Freja Eriksson
- Emily Beecham som Kristina Nilsdotter
- Claes Bang som Christian 2.
- Matias Varela som kardinal Francisco De La Roca
- Wilf Scolding som Johan Natt och Dag
- Adam Pålsson som Sten Sture den yngre
- Jakob Oftebro som Gustaf Trolle
- Mikkel Boe Følsgaard som Didrik Slagheck
- Ulrich Thomsen som Hemming Gadh
- Sean Duggan som Hans Brask
- Paul Brodie som Botulf Botulfsson
- Thomas Chaanhing som Sylvestre
- Roland Kollárszky som Holger Danske
- Claes Ljungmark som kardinal